# Sheila Atim
Sheila Atim (januari 1991) is een Oegandees-Brits actrice en zanger die ook bekend is van haar toneelspel/musicals.

## Carrière
Atim speelde in tal van toneelstukken in het Verenigd Koninkrijk waarvoor ze al verschillende prijzen won. Ze speelde in 2022 in Doctor Strange in the Multiverse of Madness waar ze de rol van Sara vertolkte.
In 2019 werd ze onderscheiden in de Orde van het Britse Rijk als MBE.

## Prijzen en nominaties
| Jaar | Prijs                                   | Categorie                                      | Film/Serie                  | Resultaat   |
| ---- | --------------------------------------- | ---------------------------------------------- | --------------------------- | ----------- |
| 2017 | Evening Standard Theatre Award          | Emerging Talent                                | Girl from the North Country | Genomineerd |
| 2017 | Critics’ Circle Theatre Award           | Most Promising Newcomer                        | Girl from the North Country | Gewonnen    |
| 2018 | Laurence Olivier Award                  | Best Actress in a Supporting Role in a Musical | Girl from the North Country | Gewonnen    |
| 2018 | Clarence Derwent Award                  | Clarence Derwent Award                         | Les Blancs en The Tempest   | Gewonnen    |
| 2019 | Screen Nation Film and Television Award | Best Female Performance in Film                | Twelfth Night               | Gewonnen    |
| 2022 | Laurence Olivier Award                  | Best Actress                                   | Constellations              | Gewonnen    |